# David A. Kolb
Pour les articles homonymes, voir Kolb.
David A. Kolb est un pédagogue et un écrivain américain né en 1939. Ses travaux portent surtout sur l'apprentissage par l'expérience (ou « apprentissage expérientiel »).

## Biographie
David A. Kolb naît en 1939.
En 2020, David A. Kolb enseigne à la Weatherhead School of Management de la Case Western Reserve University.

## Publications
- (en) D. A. Kolb, I. M. Rubin et J. M. McIntyre, Organizational Psychology: A Book of Readings, 2e édition, 1974, Englewood Cliffs, N.J., Prentice-Hall  (ISBN 978-0136411673)
  - Traduit en espagnol sous le titre Psicologia de Las Organizaciones, 2004  (ISBN 978-8497880183)
- (en) Alice Y. Kolb et David A. Kolb et , The Kolb Learning Style Inventory 4.0, 2011 (Pdf)
- (en) D. A. Kolb et R. E. Fry, Toward an Applied Theory of Experiential Learning, 1974